# Pinotepa de Don Luis (kommun)
Pinotepa de Don Luis är en kommun i Mexiko.   Den ligger i delstaten Oaxaca, i den sydöstra delen av landet, 400 km söder om huvudstaden Mexico City.
Följande samhällen finns i Pinotepa de Don Luis:
- Pinotepa de Don Luis
- Yucuchá
- Arroyo del Pote
- La Palma